# Harry E. Edington
Harry E. Edington (* 16. März 1888 in Washington, Kansas; † 10. März 1949 in Beverly Hills, Kalifornien) war ein US-amerikanischer Filmproduzent und Agent.

## Leben
Als Agent vertrat Edington unter anderem die Schauspielerinnen Greta Garbo und Barbara Kent, die er zu den Stars der Stummfilm-Ära aufgebaut hatte. Er heiratete Kent 1934 und versuchte sie anschließend auch für den Tonfilm zu etablieren. Dies scheiterte jedoch und 1941 zog sich Kent endgültig aus dem Filmgeschäft zurück. Bereits vorher war er mit Arda O’Connor in erster Ehe verheiratet, diese wurde jedoch bereits 1925 geschieden. Ab 1937 war Edington auch als Filmproduzent tätig und war für die Produktion der frühen Hitchcock-Filme Mr. und Mrs. Smith und Verdacht verantwortlich. Für die Produktion des letzteren wurde er 1942 für den Oscar nominiert.
Edington liegt auf dem Forest Lawn Memorial Park in Glendale begraben.

## Filmproduktionen (Auswahl)
- 1925: Ben Hur (als Produktionsmanager)
- 1939: Die grüne Hölle (Green Hell)
- 1940: Glückspilze (Lucky Partners)
- 1940: Fräulein Kitty (Kitty Foyle)
- 1941: Mr. und Mrs. Smith (Mr. & Mrs. Smith)
- 1941: Verdacht (Suspicion)